# 黑田清隆
黑田清隆（日语：〔〕／ Kuroda Kiyotaka，1840年11月9日—1900年8月23日），小名為仲太郎、了介。曾任第二代日本内阁总理大臣（首相），在職期間：1888年4月－1889年10月，元老。萨摩藩人。軍階為陸軍中將。位階勳等爵位為從一位大勳位伯爵。

## 早年生平
黑田清隆出生於天保11年（1840年），是薩摩國鹿兒島藩一個年俸僅有四石的下級武士家庭的長子。文久2年（1862年）在6月，年約二十多歲的黑田清隆牽涉入引發薩摩藩及英國外交爭議及隨後文久3年（1863年）薩英戰爭的生麥事件之中，黑田清隆在薩英戰爭中有着積極參與。在薩英戰爭結束不久後，黑田清隆前往江戶學習砲術。

## 討幕運動

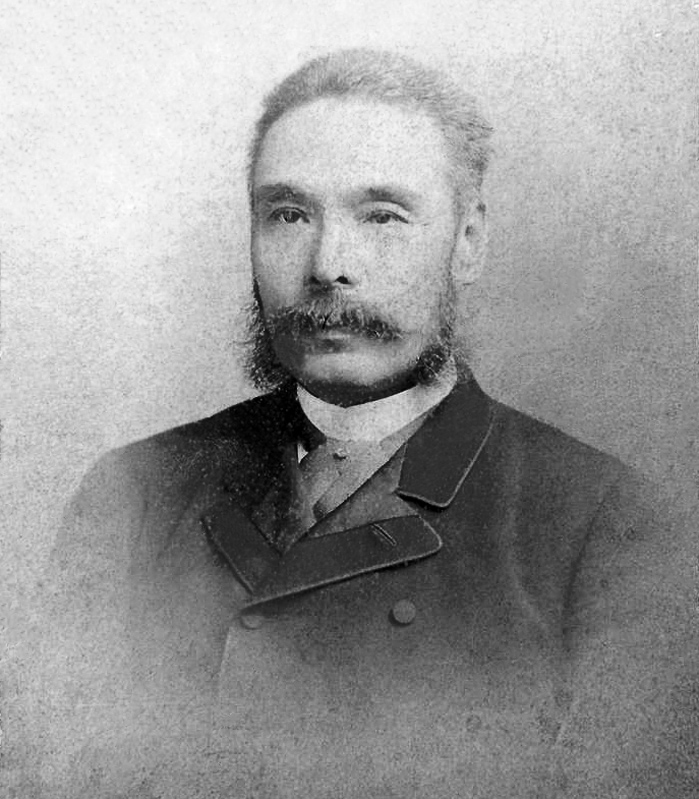
年轻时的黑田清隆

經過數年學習，黑田清隆返回薩摩藩，開始參與倒幕運動並擔當重要角色，在慶應2年（1866年）組織薩長同盟時，代表薩摩出使長州轉達同盟意願，並在促成了西鄉隆盛和桂小五郎的會面之後，再次作為使者前往長州藩締結盟約。
慶應4年（1868年），黑田清隆在鳥羽伏見之戰中擔當薩摩藩步槍第一隊長。同年3月，與山縣有朋一起擔任北陸道鎮撫總督高倉永祜的參謀。和山縣有朋攻取新潟，又和西鄉隆盛聯手令米澤藩和庄內藩歸順。
戰爭结束后曾退出军队返回鹿兒島，但隨即在翌年1月重新被委任軍職，征討當時由榎本武揚率領、盤據北海道的舊幕府海軍（自稱為蝦夷共和國）。2月於箱館戰爭開始之時被委為公卿清水谷公考中將的參謀，3月率軍由東京出港。途中，在宮古灣停泊時和舊幕府海軍相遇，登陸北海道後擔任戰鬥總指揮，在5月進逼箱館城（今函館），並於11日對箱館發動總攻擊，親自率領少量兵力佔據城後的箱館山，力勸榎本武揚歸降，17日取下函館城。戰後，黑田清隆強烈地要求新政府從寬處理榎本武揚等人，結果在明治5年（1872年）1月6日榎本武揚一干人等被釋放。

## 開拓北海道
戰後不久，明治2年（1869年）11月22日，黑田與妻子中山清結婚。鑑於俄羅斯帝國對庫頁島的勢力擴展與日俱增（當日庫頁島狀態為兩國雜居），黑田清隆在明治3年（1870年）5月就任北海道開拓使次官以整頓北疆。7月開始前往庫頁島，和當地俄羅斯官吏交涉，並於視察北海道後返回江戶。及後由明治4年（1871年）1月到5月，出國外遊美國和歐洲。旅途上中，同意美國的農務長官開普倫（Horace Capron）擔任黑田清隆的開墾顧問，為日後更多外國顧問得以前往日本協助進行維新鋪平了道路。回國後，在10月15日開拓使長官東久世通禧辭職後，着手領導開拓使的工作。明治7年（1874年）6月23日，黑田擢升成為陸軍中將，及被任命為北海道屯田憲兵事務總理。同年8月2日，成為了參議兼開拓使長官。黑田清隆起用了以往在榎本武揚領導下曾在箱館當職的舊幕臣參與北海道的開拓工作，依靠開普倫進行政策指導和技術傳授，並按照開普倫的建議開始加大投資北海道的事業，以加強北海道的建設阻展俄羅斯勢力日益南擴。然而，由於在短期內開拓官廳的支出嚴重超出，迫使黑田清隆在明治6年（1873年）時苦思積慮縮減開拓規模，道路、測量等基建項目均迅速了事，只選取部分具有效收益的產業活動重點進行投資。

## 外交
黑田清隆的外交主張不傾向急劇對外擴張，不隨便對相鄰的清朝及俄國作出挑釁。明治6年，明治政府內部出現支持征韓論與否的爭議。當時黑田從重視內政的立場上反對了西鄉隆盛等『武治派』征伐李氏朝鮮的主張。並在明治7年（1874年）時，日本因琉球王國商家在台灣遇害而出兵後，主張不和清朝全面開戰，儘快進入外交談判，防止清朝及俄羅斯帝國對日本斷然出兵。1875年，黑田利用江華島事件，朝鮮軍隊炮轟於朝鮮水域進行測量的日本船作為契機，在2月份擔當和朝鮮談判的全權辦理大臣，簽訂了日朝和睦條文規定。
至於對俄關係方面，鑑於兩國在1855年簽訂的日俄和親通好條約中庫頁島為兩國共管，故常發生主權衝突的問題，故黑田清隆主張放棄遙遠的庫頁島，以免和俄羅斯有進一步衝突，並力促早日開發北海道作為防俄基地。在1875年並和俄羅斯商討兩國在庫頁島的交界問題，派出榎本武揚作為特命全權公使出使聖彼得堡，負責和俄國人談判締結庫頁島和千島群島方面的條約。由於庫頁島和千島群島同是北海道開荒使的管轄範圍，受理和讓出當中的領土屬黑田清隆的職務，故此黑田清隆竭力強迫蝦夷族由北海道遷居至國境外的庫頁島。而和他不合反對強迫遷居的官員，如札幌總廳的松本十郎便因此事而辭職了。

## 西南戰爭
在明治10年（1877年）發生西南戰爭時，黑田清隆於3月14日被任命為征討參軍。時值熊本城被西鄉隆盛領導的武士軍包圍，與明治政府派出，從北而來的山縣有朋主力軍苦戰。黑田清隆為了攻襲敵後而在八代附近登陸，戰事從3月30日開始，持續至4月15日進入熊本城。次日，和山縣有朋會師的黑田清隆，因不願意親手討伐老長官西鄉隆盛，隨即提出辭職，政府於23日接受了請辭。
西南戰爭後，黑田清隆與大久保利通再也不敢回故鄉薩摩，兩人均成為薩摩公敵。

## 藩閥首領
明治11年（1878年）3月28日，黑田清隆那患有肺病的妻子中山清病逝了，而黑田因醉殺死妻子的傳言亦相繼傳出，警視總監川路利良掘開了中山清的墳墓，起出其屍體以確認死因為病死。然而民間大都質疑調查有徇私之嫌，因為川路本人也是薩摩出身的，故此民間流傳實情是川路包庇了黑田的所作所為。同年5月，大久保利通被暗殺，一般認為黑田清隆遂成為薩摩藩閥內的最有勢力的大老。
早在明治4年（1871年），黑田清隆為建設北海道以作為防俄的基地，大肆開拓島上的設施，並批出一千萬兩白銀以作為未來十年開發的預算總額。及至明治14年（1881年），北海道開拓使職務開始被准備裁撤，黑田清隆為延續對北海道開拓事業的經營，使令退職官員操辦企業，並廉價承讓當地官營企業以令這些官員能夠順利接手官產。以38萬日元無利息30分年付款將總投入大概1400萬日元的船舶、倉庫、農場、煤礦、啤酒廠、煉糖工廠等官產售予開拓使大書記官安田規則一行人所建立了的北海公司，而由於北海公司本身沒有資本的關係，整項交易乃由同和黑田清隆薩摩藩出身的鉅商五代友厚所掌控的關西貿易商會所承擔的。
可是，上述出售規則卻受另一政府領袖大隈重信反對。而這項出售計劃亦隨即被報紙報道，在野人士強烈譴責了黑田清隆和五代友厚因同屬薩摩一系而私相授受。伊藤博文為首的長州藩系和黑田清隆領軍的薩摩藩系聯手，認定是大隈重信統率的肥前藩系披露了有關信息，故此聯手發動明治十四年政變，將大隈迫下台。可是由於醜聞曝光，黑田亦須辭任開拓使長官而退任內閣閒職。開拓使一職亦於翌年廢止。
儘管賤賣官產醜聞和殺妻疑案事件皆損害到黑田的名聲，卻沒有動搖他作為薩摩派系重要人物的地位。明治20年（1887年）他就任首次伊藤內閣的農商務大臣，又在伊藤博文之後的明治21年（1888年）4月繼任為第二任內閣總理大臣。其在任中發生的最大事件，為公佈大日本帝國憲法，只不過，黑田自己並沒有對憲法的制訂作出大幅度的干預。在憲法公佈的次日，他在鹿鳴館中表明『政府不應被議會和政黨的意思制約而應該貫穿其獨斷性』主張，被視為超然主義，政府可以不理外部聲音而特立獨行的代表作。黑田內閣由於大隈重信重返政府後主動要求和列強談判修改不平等條約失敗，大隈被右翼團體以爆彈所襲擊而於翌年倒台。辭職後首相職務由內大臣三條實美代行了兩個多月。而因修約事宜改由井上馨接手，對井上馨亦有不滿，在1889年酒醉潛入井上馨的府邸後受到政府內部的指責而強令思過，謹慎從事。

## 晚年
黑田清隆在辭任首相後擔任樞密院顧問官。在明治25年（1892年）8月8日，成為第2次伊藤博文內閣的遞信大臣。伊藤內閣期間甲午戰爭爆發，不過，黑田清隆並沒有在當中擔當積極活躍的角色。在明治28年（1895年）時黑田轉任樞密院議長。自明治26年（1893年），黑田清隆的身體情況開始轉壞，阻礙他履行工作。最後在明治33年（1900年）8月23日，黑田清隆因腦出血而逝世。由榎本武揚擔任黑田的治喪委員長。
雖說黑田清隆是薩摩派系的顯赫重要的大老，不過因北海道開拓醜聞及殺妻疑案事件，引起了黑田在晚年和同樣出身薩閥的舊日同志隔閡漸深，結果反而令黑田和舊幕臣的交往更為密切，特別在外交領域上黑田清隆重用榎本武揚。一般認為黑田清隆逝世後由榎本武揚出任治喪委員長，正是代表以往的薩摩同僚對他已是敬而遠之、漸行漸遠。

## 著書
- 『環游日記』、1887年（NDLJP:40005791）

## 榮譽

### 官方勋奖

#### 国内勋奖
爵位
- 伯爵（1884年7月7日）

位阶
- 從五位（1870年3月14日）
- 從四位（1870年5月9日）
- 正四位（1874年11月5日）
- 從三位（1882年6月23日）
- 從二位（1887年4月12日）
- 正二位（1896年10月10日）
- 從一位（1900年8月25日）

勋章
- 大日本帝国
  -  勳一等旭日大綬章（1877年11月2日）
  - 大日本帝国宪法发布纪念章（1889年11月25日）
  -  勳一等旭日桐花大綬章（1877年11月2日）
  -  大勋位菊花大绶章（1895年8月20日）

优待
- 元勋优遇（1889年11月1日）
- 银牌一枚（1882年10月21日）

#### 国外勋奖
- 俄罗斯帝国
  -  一等聖達尼老勋章（俄语：Орден Святого Станислава (Российская империя)）（1887年12月24日）
  -  白鹰勋章（俄语：Орден Белого орла (Российская империя)）（1887年5月7日）
- 奥斯曼帝国
  -  金质功绩勋章（英语：Order of Distinction (Ottoman Empire)）（1887年5月7日）
- 希臘王國
  -  大十字级救世主勋章（1887年5月7日）

## 外部連結
- 國立國會圖書館憲政資料室－黑田清隆相關文書（日語）
- 國立國會圖書館憲政資料室－黑田清隆相關文書2（日語）
- 總理官邸－歷任首相資料（第2任）（页面存档备份，存于）（日語）

| 官衔              | 官衔                                   | 官衔              |
| ----------------- | -------------------------------------- | ----------------- |
| 前任： 伊藤博文   | 日本內閣總理大臣 第2任：1888年－1889年 | 繼任： 山縣有朋   |
| 前任： 山縣有朋   | 日本樞密院議長 第6任：1894年－1900年   | 繼任： 西園寺公望 |
| 前任： 後藤象二郎 | 日本遞信大臣 第3任：1892年－1895年     | 繼任： 渡邊國武   |
| 前任： 土方久元   | 農商務大臣 第3任：1887年－1888年       | 繼任： 井上馨     |
| 前任： 東久世通禧 | 開拓長官 第3任：1874年－1882年         | 繼任： 西鄉從道   |
| 前任： 清水谷公考 | 開拓次官 第2任：1870年－1874年         | 繼任： 廢除       |
| 貴族爵位和頭銜    |                                        |                   |
| 前任： 新設       | 黑田伯爵家 初代：1884年－1900年        | 繼任： 黑田清仲   |

1. ↑  此时为大日本帝国，天皇握有实权，首相听从天皇意旨行政。